# 베일리 노블
베일리 노블(Bailey Noble, 1990년 10월 13일 ~ )은 미국의 배우이다.

## 출연 작품
- 내가 사랑했던 모든 여자들에게 (2019)
- 아처 (2016)
- 더 굿 네이버 (2016)
- 타임리스 (2016)
- 하드 셀 (2016)
- 마터스 (2015)